# プラチナカード
- クレジットカード > プラチナカード
- デビットカード > プラチナカード
- プリペイドカード > プラチナカード

プラチナカード（英語: Platinum card）とは、クレジットカード・デビットカード・プリペイドカードの一つである。
なお、「プラチナ・カード」は、American Express（アメリカン・エキスプレス）の商標であり、日本では米American Express Marketing & Development Corp.（アメリカン エキスプレス マーケッティング アンド デベロプメント コーポレーション）が商標登録している。

## 概要
プラチナカードは、クレジットカード・デビットカード・プリペイドカードの券種の一つで、それぞれのカードのゴールドカードより上位に位置付けられる。
ゴールドカードを超えるサービスが受けられる。特に、旅行傷害保険は、ゴールドカードのそれより補償額が高い。また、これを実現させるためのゴールドカードより高い年会費が特徴であるが、海外に於いては無料で発行している金融機関もある。
プラチナカードの名称の由来は、「ゴールド（金）より上の高い価値と稀少性」を持つ、プラチナ（白金）をイメージしたものとされている。また、プラチナカードの券面は、その名称に合わせてプラチナ（白金）をイメージした銀色を基調とするデザインが多いほか、黒をベースにブランド名などに銀色を配したものも多く見られる。

## 日本におけるプラチナカード
日本におけるクレジットカードのプラチナカードは、1993年に American Express International（アメリカン・エキスプレス・インターナショナル）日本支社が「プラチナ・カード」を発行したのが始まりである。
デビットカードのプラチナカードは、2006年にトヨタファイナンスが当時の日興コーディアル証券（後のシティグループ・オーバーシーズ・ホールディングス）と提携し「日興プラチナデビットカード」を発行した（2010年に終了）。
プリペイドカードのプラチナカードは、2019年にクレディセゾンがMastercard Prepaid Management Services Japanと提携し「キャッシュパスポートプラチナ」を発行した（2023年に終了）。但し、現行の「キャッシュパスポートプラチナ」は、トラベレックスジャパンが同社と提携して発行している。

### クレジットカード
クレジットカードのプラチナカードは、一般のクレジットカードと同様に自ら申し込む事が出来る申込制と、特定の者を招待する招待制に大別する事が出来るが、その多くは申込制である。2010年に三井住友カードの「三井住友VISAプラチナカード」（現在の「三井住友カード プラチナ」）が招待制から申込制に変更、2019年にアメリカン・エキスプレス・インターナショナル（日本支社）の「プラチナ・カード」が招待制から申込制に変更された。また、ジェーシービー（JCB）が2017年から発行する「JCBプラチナ」は当初から申込制であった。
招待制のプラチナカードは、エムアイカードが2018年から発行する「エムアイカード プラス プラチナ」や東武マーケティングが2025年から発行する「東武カードVIP」などがある。

#### 国際ブランド別のプラチナカード

##### American Express
日本では、アメリカン・エキスプレス・インターナショナル（日本支社）のほか、クレディセゾン、三菱UFJニコスがそれぞれ発行している。

##### JCB
日本では、JCBのほか、東武マーケティング及び楽天カードがそれぞれプロパーカードを発行している。三井住友カード（当時のSMBCファイナンスサービス）は2024年に新規の申込受付を終了している。住信SBIネット銀行は2023年に新規の申込受付を終了、2025年にJCBと吸収分割し、JCBブランドのクレジットカード発行事業をJCBに承継している。
また、JCBのほか、伊予鉄フィナンシャルサービスが提携カードを発行している。
楽天カードが発行している「楽天ブラックカード」は、「ブラック」と称しているが、ブラックカードでなくプラチナカードである（券面に「JCB PLATINUM」の記載がある）。

##### Visa
日本では、ユーシーカード、三井住友カード、三井住友トラスト・カード、三井住友トラストクラブ、りそなカード、道銀カード、秋田国際カード、七十七カード、むさしのカード、北陸カード、池田泉州VC、紀陽カード、中銀カード、ひろぎんクレジットサービス、阿波銀カード、九州カード、FFGカード、鹿児島カード、大東クレジットサービス、しんきんカード、中部しんきんカード、近畿しんきんカード、東邦銀行、福岡銀行、エムアイカード、エポスカード、楽天カード、NTTドコモがそれぞれプロパーカードを発行している。
また、三井住友カード、三井住友トラストクラブ、九州カード、FFGカード、クレディセゾン、エムアイカード、JFRカード、エポスカード、トヨタファイナンスがそれぞれ提携カードを発行している。
楽天カードが発行している「楽天ブラックカード」は、「ブラック」と称しているが、ブラックカードでなくプラチナカードである（券面に「VISA PLATINUM」の記載がある）。

##### Mastercard
日本では、三井住友カード、三井住友トラストクラブ、オリエントコーポレーション、ジャックス、楽天カード、NTTドコモがそれぞれプロパーカードを発行している。
また、アプラス、ジャックス、ライフカードが提携カードを発行している。

##### 銀聯
日本では、三井住友カードが「三井住友銀聯プラチナカード」を発行している。但し、同社が発行する「三井住友カード プラチナ」（提携カードを含む）又は「三井住友カード プラチナプリファード」（三井住友銀行と提携し発行する「Oliveフレキシブルペイ プラチナプリファード」を含む）の会員に限り申し込む事が出来る。

##### その他
三井住友トラストクラブが取り扱っているダイナースクラブでは、「プラチナ」と称するクレジットカードは発行されていない。但し、同社が発行している「ダイナースクラブカード」は、同社が発行している「TRUST CLUB プラチナマスターカード」を追加して発行する事が出来る。

### デビットカード
デビットカードのプラチナカードは、クレジットカードのような審査はなく、取り扱っている金融機関に口座を開設していれば申し込む事が出来る。

#### 国際ブランド別のプラチナカード

##### JCB
日本では、福岡銀行、十八親和銀行、熊本銀行が法人デビットカードを発行している。

##### Visa
日本では、千葉銀行がプロパーカードを発行している。また、ソニー銀行及び三井住友カードが提携カードを発行している。

##### Mastercard
日本では、住信SBIネット銀行、GMOあおぞらネット銀行が発行している。

### プリペイドカード
プリペイドカードのプラチナカードは、デビットカードと同様に審査不要で申し込む事が出来る。
日本では、トラベレックスジャパンが発行している。

## 米国におけるプラチナカード

### 米国における歴史
米American Expressが米国で発行している「American Express Gold Card」より上位のクレジットカードとして1984年に米国で発行したのが始まりである。
その後、富裕層を中心とした上級顧客の囲い込みを画策した多くの競合他社が、これを模倣したコンセプトのクレジットカード（その多くがPlatinumの名称を使用している）を発行したこともあり、同社は1999年に更に上位の「Centurion Card」を発行しサービスの差別化を図っている。

### 米国で発行されるプラチナカード
米国発行のクレジットカードの内、最上級のサービスを提供するとの意味から、クレジットカードにPlatinumの刻印がされているものがあり、付帯サービスは日本よりも高い補償などが付いているカードも発行されている。米国で発行されるクレジットカードには、Platinumと称するものもあるが、必ずしも特別なサービスの提供があるわけでも高いステータスを意味するわけでもない。
多くは申込に招待は必要なく、Platinumを称する普通のクレジットカードの年会費は無料又は数十米ドルである。
例えば、米American Expressが米国で発行している「The Platinum Card」の年会費は695米ドルであり、アメリカン・エキスプレス・インターナショナル（日本支社）が日本で発行している「プラチナ・カード」の年会費（税込165,000円）以下である（為替レートの問題もあるが）。なお、日本では家族カードを4枚まで無料で発行する事が出来るのに対して、米国ではAdditional Platinum Card（追加プラチナ・カード）を発行する場合は1枚当たり195米ドルの年会費を要する。この為、2枚まで追加する場合は米国の方が安いが、それ以上の枚数を追加する場合は日本の方が安くなる（1米ドル = 145円の場合）。